# Chocisław (stacja kolejowa)
Chocisław (biał. Хаціслаў, ros. Хотислав) – stacja kolejowa w miejscowości Suszytnica, w rejonie małoryckim, w obwodzie brzeskim, na Białorusi. Leży na linii Kijów – Chocisław – Brześć. Nazwa stacji pochodzi od pobliskiej miejscowości Chocisław.
Przed II wojną światową istniał w tym miejscu przystanek Chocisław. Po upadku Związku Sowieckiego Chocisław stał się białoruską stacją graniczną na granicy z Ukrainą. Stacją graniczną po stronie ukraińskiej jest Zabłocie.